# Norman G. Thomas
| 2089 Cetacea       | 9 novembre 1977   |
| 2366 Aaryn         | 10 gennaio 1981   |
| 2527 Gregory       | 3 settembre 1981  |
| 2556 Louise        | 8 febbraio 1981   |
| 2557 Putnam        | 26 settembre 1981 |
| 2558 Viv           | 26 settembre 1981 |
| 2612 Kathryn       | 28 febbraio 1979  |
| 2683 Brian         | 10 gennaio 1981   |
| 2684 Douglas       | 3 gennaio 1981    |
| 2764 Moeller       | 8 febbraio 1981   |
| 2779 Mary          | 6 febbraio 1981   |
| 2895 Memnon        | 10 gennaio 1981   |
| 2927 Alamosa       | 5 ottobre 1981    |
| 2933 Amber         | 18 aprile 1983    |
| 2999 Dante         | 6 febbraio 1981   |
| 3117 Niépce        | 11 febbraio 1983  |
| 3151 Talbot        | 18 aprile 1983    |
| 3256 Daguerre      | 26 settembre 1981 |
| 3352 McAuliffe     | 6 febbraio 1981   |
| 3367 Alex          | 15 febbraio 1983  |
| 3397 Leyla         | 8 dicembre 1964   |
| 3413 Andriana      | 15 febbraio 1983  |
| 3467 Bernheim      | 26 settembre 1981 |
| 3525 Paul          | 15 febbraio 1983  |
| 3561 Devine        | 18 aprile 1983    |
| 3580 Avery         | 15 febbraio 1983  |
| 3584 Aisha         | 5 ottobre 1981    |
| 3614 Tumilty       | 12 gennaio 1983   |
| 3621 Curtis        | 26 settembre 1981 |
| 3807 Pagels        | 26 settembre 1981 |
| 3976 Lise          | 6 maggio 1983     |
| 4193 Salanave      | 26 settembre 1981 |
| 4198 Panthera      | 11 febbraio 1983  |
| 4331 Hubbard       | 18 aprile 1983    |
| 4544 Xanthus       | 31 marzo 1989     |
| 4568 Menkaure      | 2 settembre 1983  |
| 4581 Asclepius     | 31 marzo 1989     |
| 4967 Glia          | 11 febbraio 1983  |
| 5249 Giza          | 18 aprile 1983    |
| 5461 Autumn        | 18 aprile 1983    |
| 5864 Montgolfier   | 2 settembre 1983  |
| 6062 Vespa         | 6 maggio 1983     |
| 6174 Polybius      | 4 ottobre 1983    |
| 7275 Earlcarpenter | 15 febbraio 1983  |
| (7380) 1981 RF     | 3 settembre 1981  |
| (7990) 1981 SN1    | 26 settembre 1981 |
| (8469) 1981 TZ     | 5 ottobre 1981    |
| (9157) 1983 RB4    | 2 settembre 1983  |
| (9534) 1981 TP     | 4 ottobre 1981    |
| (10706) 1981 SE2   | 26 settembre 1981 |
| (11018) 1983 CZ2   | 15 febbraio 1983  |
| (12193) 1979 EL    | 4 marzo 1979      |
| (12667) 1979 DF    | 28 febbraio 1979  |
| (19118) 1981 SD2   | 26 settembre 1981 |
| (29123) 1983 RA4   | 2 settembre 1983  |

Norman Gene Thomas (1º maggio 1930 – 19 maggio 2020) è stato un astronomo statunitense.
Lavorava presso l'osservatorio Lowell al fianco di Robert Burnham, Jr., l'autore dei tre volumi Celestial Handbook. Thomas e Burnham usavano un blink comparator per comparare le lastre fotografiche e individuare nuovi oggetti.
Il Minor Planet Center gli ha accreditato la scoperta di cinquantacinque asteroidi, effettuate tra il 1964 e il 1989, in parte in collaborazione con Brian A. Skiff, Robert Burnham, Jr. e Henry E. Holt, inclusi gli asteroidi Apollo 4544 Xanthus e 4581 Asclepius, e l'asteroide Amor 3352 McAuliffe.
Gli è stato dedicato l'asteroide 2555 Thomas.